# Natureum Niederelbe
Das Natureum Niederelbe ist ein Freiluftmuseum nahe der Nordsee im Ort Balje. Es liegt auf einer durch den Bau des Ostesperrwerks entstandenen Halbinsel. Das Museum besteht aus mehreren Gebäuden mit Dauer- und Sonderausstellungen sowie einem ca. 100.000 m² großen Parkgelände mit Freilichtausstellungen, Naturlehrpfaden und Spazierwegen. Schwerpunkt liegt hierbei auf der Natur der Niederelbe-Region, wodurch auch das Motto des Museums „Horizonte erweitern – Küste erleben“ herrührt. Neben den Ausstellungen sind zudem einige heimische und selten gewordene Tierarten zu sehen. Aufgrund der nahen Naturschutzgebiete Hadelner und Belumer Außendeich, Vogelschutzgebiet Hullen und Wildvogelreservat Nordkehdingen stehen außerdem verschiedene Stationen zur Beobachtung von Zugvögeln zur Verfügung.

## Ausstellungen

### Dauerausstellungen

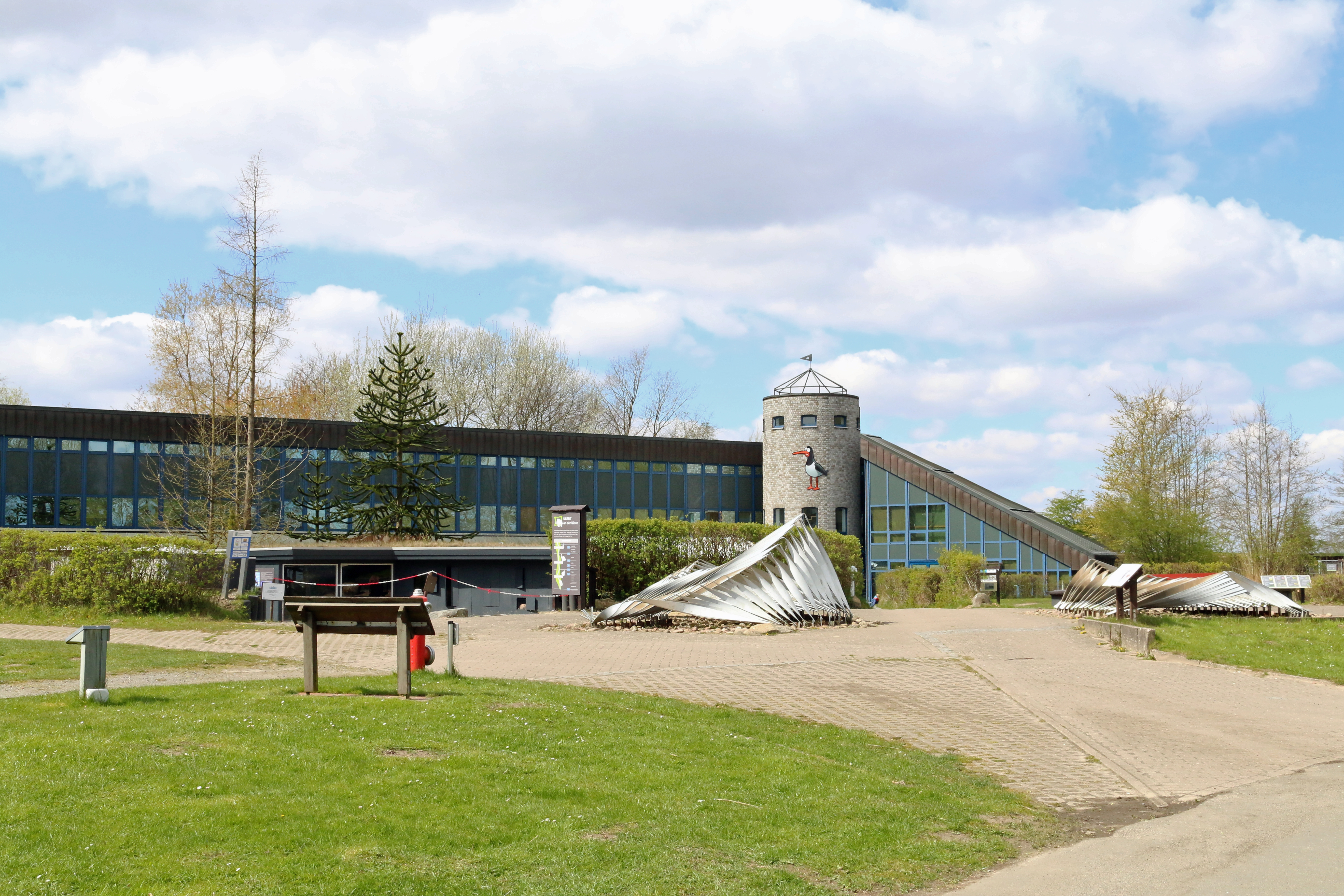
Hauptgebäude des Natureum

In der seit dem 15. März 2013 bestehenden Dauerausstellung „Lebensader Elbstrom – Brücke zwischen den Welten“ informieren Bilder, Exponate und interaktiven Stationen über die Einzigartigkeit der Elbmündung mit ihrer Tier und Pflanzenwelt sowie über die Bedeutung der Elbe als Drehscheibe für Zugvögel, Wanderfische und den globalen Handel. Sie wurde zudem von der UNESCO-Kommission als Projekt der UN-Dekade „Bildung für nachhaltige Entwicklung“ ausgezeichnet. Im Museumsgebäude befindet sich zudem die Ausstellung „Bernstein – Gold der Küste“, in dieser die Entstehung, Herkunft und Bearbeitung des Bernsteins anhand von über 300 Objekten, darunter Inklusen, Schnitzereien und Schmuckstücke, thematisiert wird. Ebenfalls in den Gebäuden zu finden sind die Skelette verschiedener Walarten. So beispielsweise des 1997 in Cuxhaven gestrandeten Pottwals und das eines Nördlichen Entenwals, der 1913 in Freiburg an der Elbe anlandete. Im Parkgelände, dem sogenannten „ElbeKüstenPark“ sind verschiedene Freilichtausstellungen unter anderem in Pavillons zu finden, darunter die Ausstellung „Urzeit zwischen Elbe und Weser“, die über die geologische Vergangenheit der Niederelbe-Region informiert. Im Park ist zudem der Hamenfischkutter Erna Becker HF 348 ausgestellt, welcher 1992 vor Brunsbüttel versank.

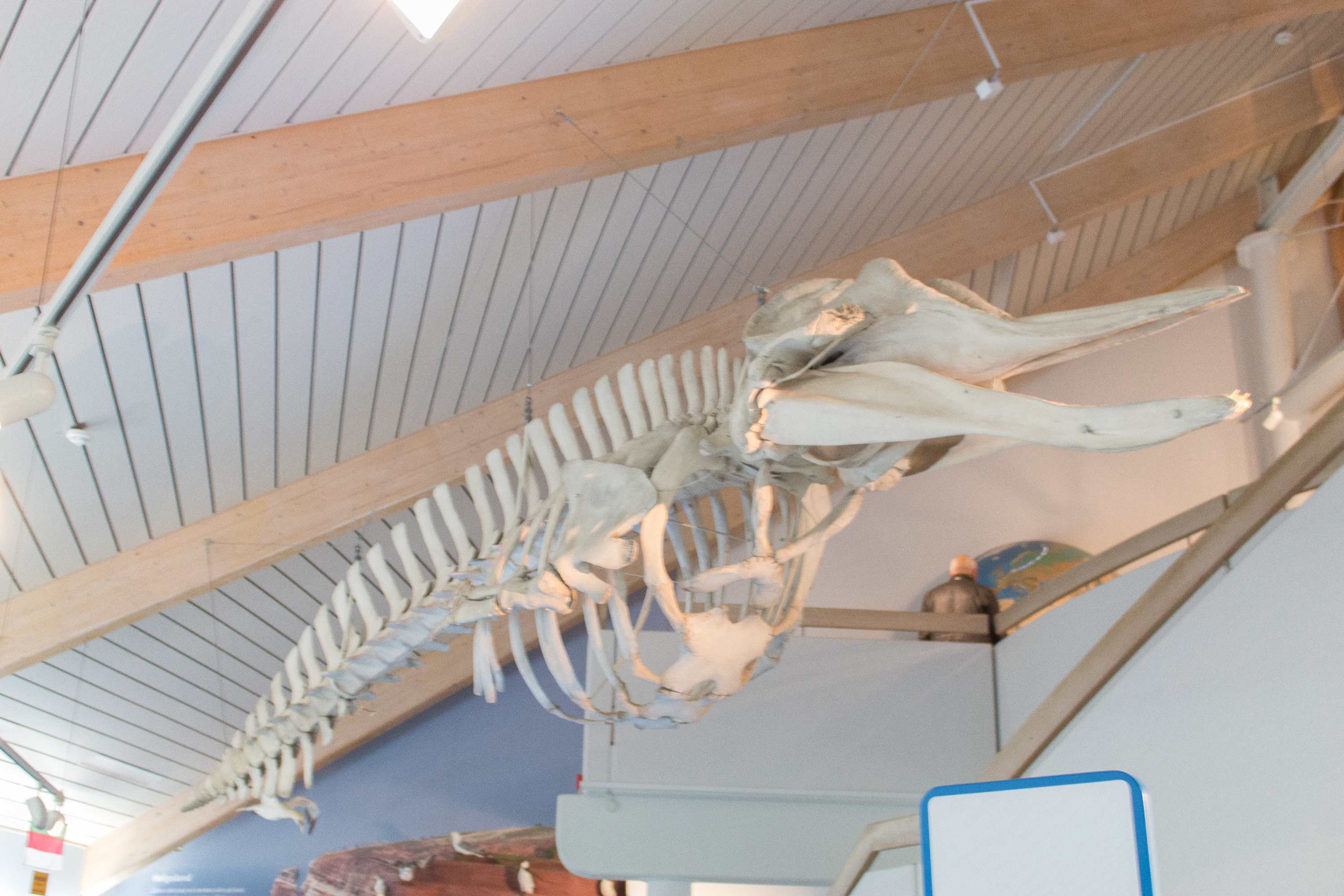
Skelett des 1913 in Freiburg an der Elbe gestrandeten Nördlichen Entenwals
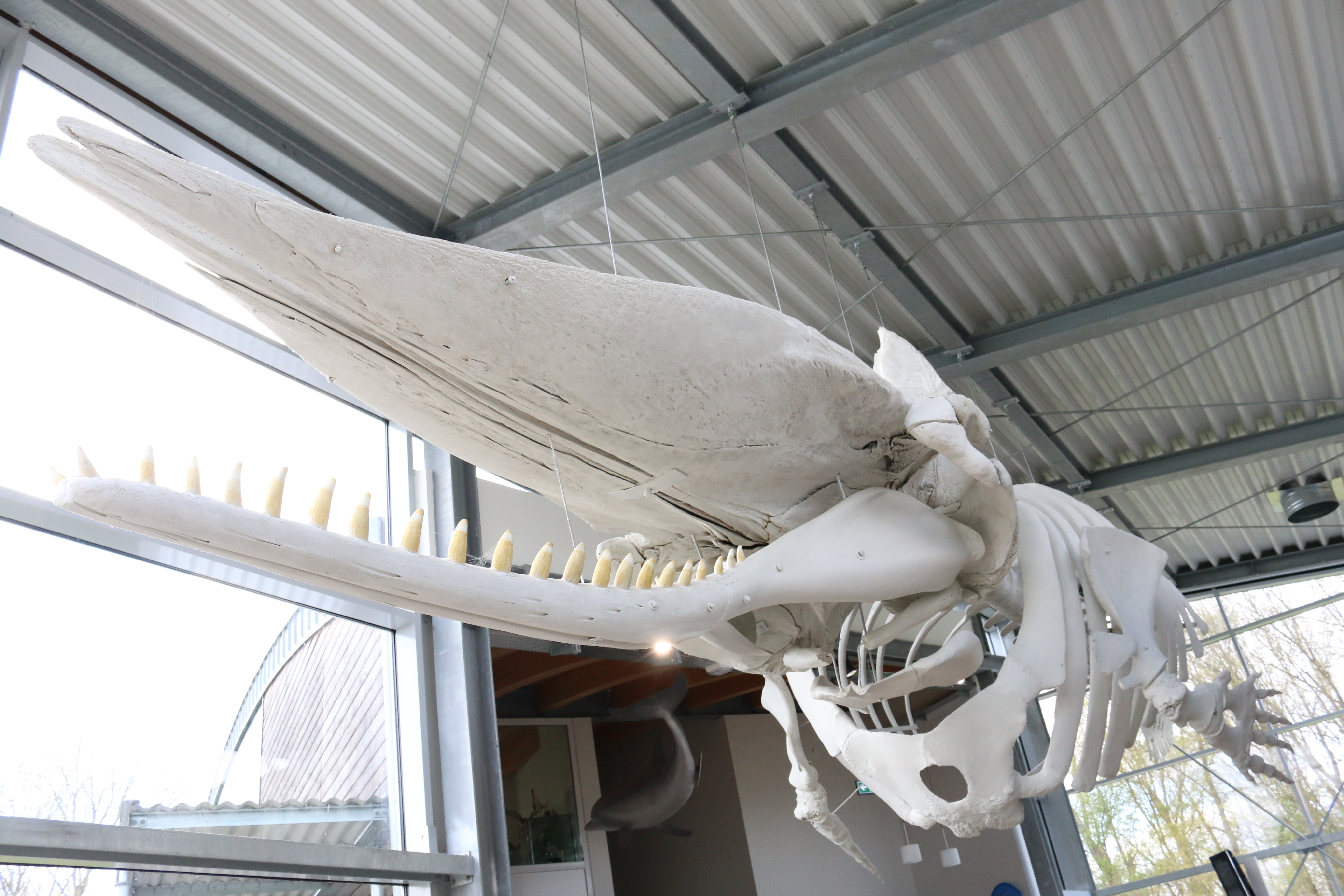
Skelett des 1997 in Cuxhaven gestrandeten Pottwalbullen
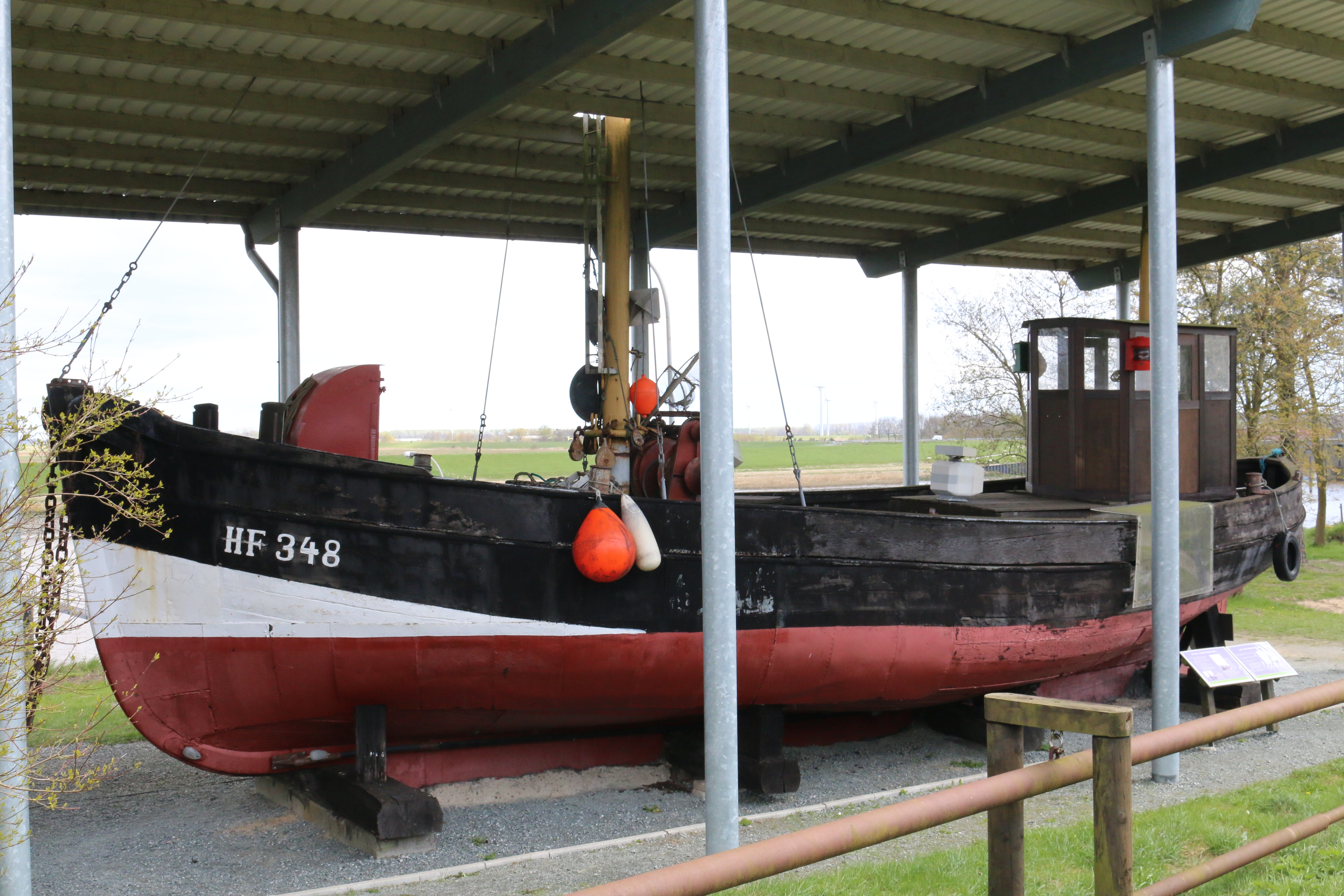
Hamenfischkutter Erna Becker HF 348

### Sonderausstellungen

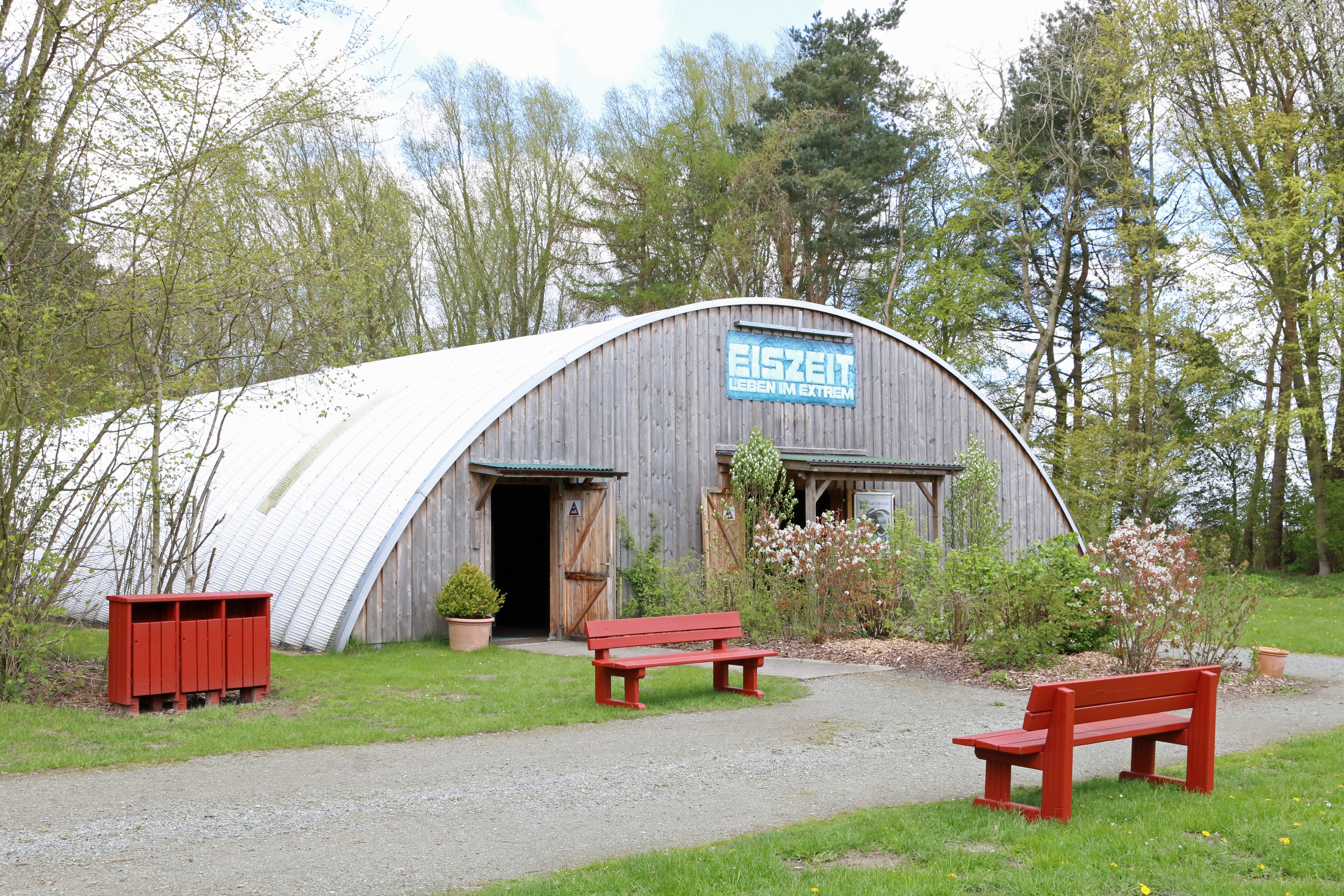
„Rundbogenhalle“

Neben den Dauerausstellungen finden wechselnde Sonderausstellungen in der sogenannten „Rundbogenhalle“ und der „Galerie im Turm“ statt. In der Galerie im Turm sind dabei wechselnde Foto- und Kunstausstellungen zu sehen, während in der Rundbogenhalle wechselnde Ausstellungen zu aktuellen Themen geboten werden:
- „Zwischen den Gezeiten“ | Videoinstallationen, Fotografien und Mooreichenskulpturen von Gerhard Meissner sowie Schmuckdesign von Brigitte Stüben (12. März–5. Juni 2017)
- „Eiszeit – Leben im Extrem“ | Ausstellung über die Geologie und Lebewelt des Pleistozäns (9. April–29. Oktober 2017)
- „Glanzlichter 2017“ | Siegerbilder und Naturfotografien aus aller Welt vom 18. Internationalen Naturfoto-Wettbewerb in neun Kategorien sowie dem Fritz-Pölking-Award (8. Juni–10. September 2017)
- „Abgetaucht – Die Welt der Wale“ | Ausstellung über Meeressäuger (25. März – 4. November 2018)
- „Fisch“ | Ausstellung über die älteste und artenreichste Wirbeltiergruppe der Welt (14. April – 3. November 2019)
- „Equus – Auf den Spuren der Pferde“ | Ausstellung über Geschichte, Biologie und Anatomie sowie über Pferdezucht und Arbeits-, Sport- und Freizeitpferde (29. März 2020 – 1. November 2020, 23. März 2021 – 31. Oktober 2021)
- „Bausteine der Chemie – Dating für Elemente“ | Ausstellung über die Alchemie, die chemischen Geheimnisse des Lebens, den chemischen Alltag, die Welt der Metalle und Mineralien, sowie die Zukunft der Chemie. (3. April 2022 – 6. November 2022)

## Tierbestand

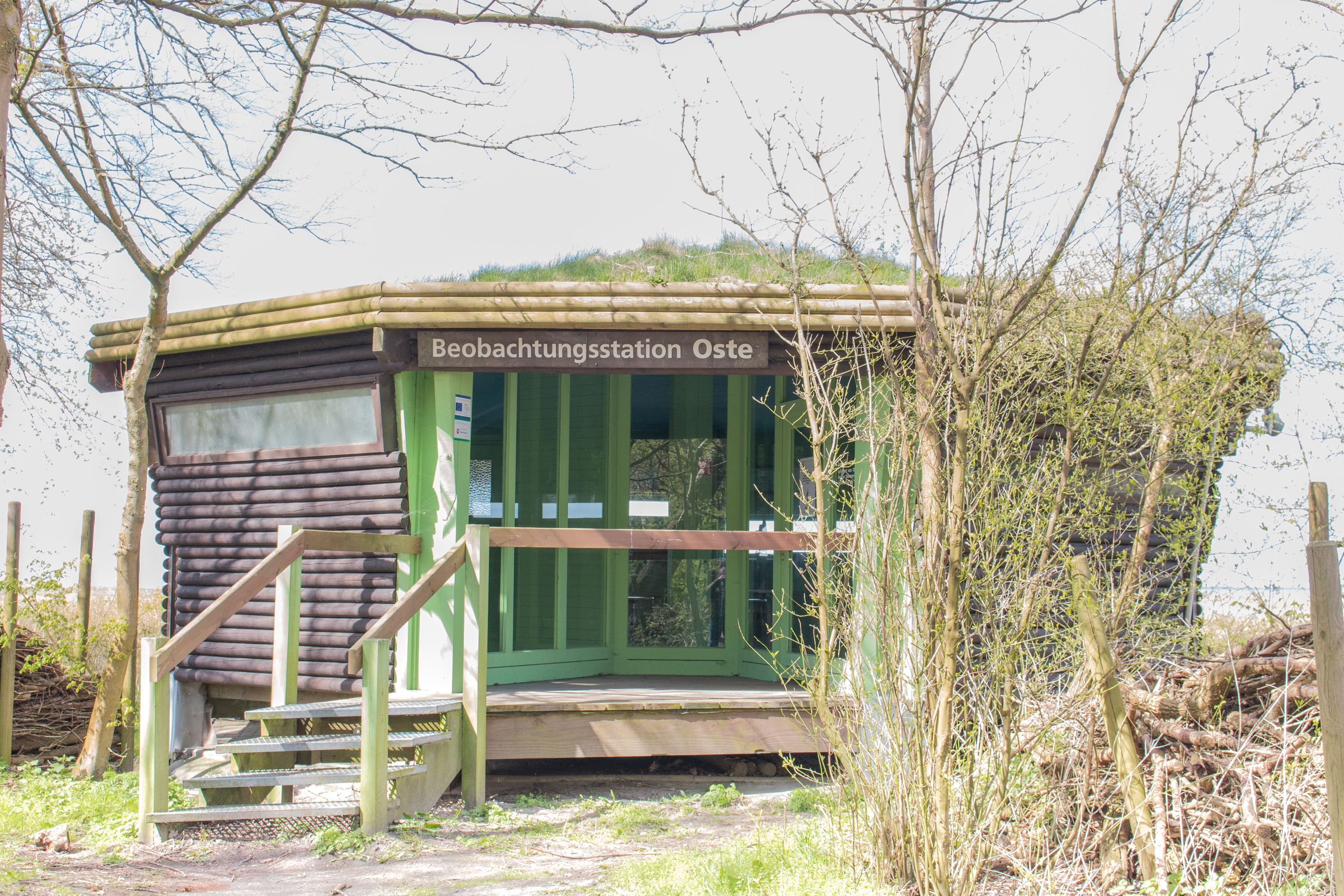
Vogelbeobachtung

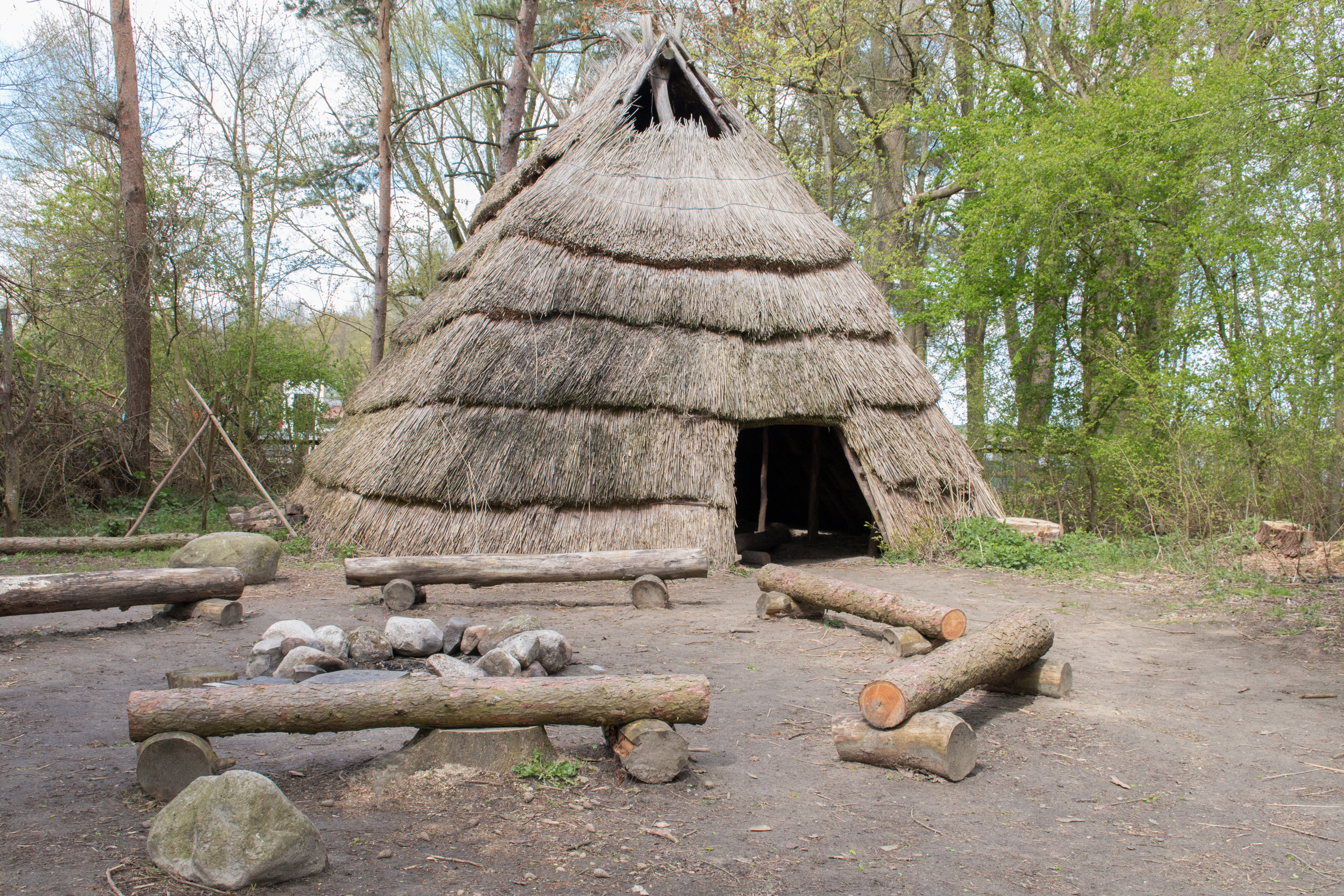
Steinzeithaus mit Feuerplatz

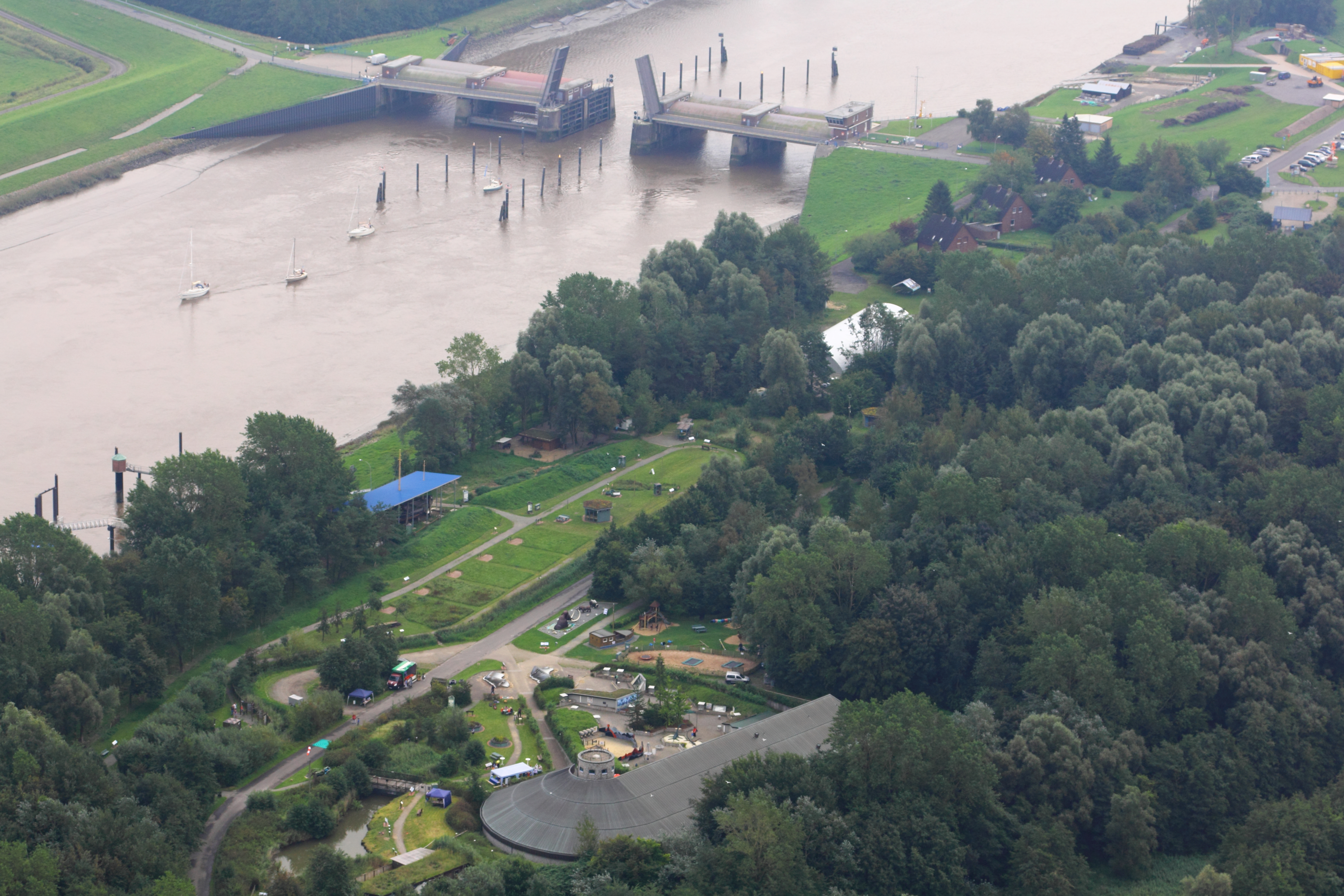
Ostesperrwerk und Natureum

Im sogenannten „KüstenZoo“ werden die Tiere des Natureum Niederelbe zusammengefasst. In der „KüstenWelle“, dem Eingangsgebäude des Museums, finden sich in Aquarien und Terrarien heimische und exotische Fische sowie Krebse, Insekten und Reptilien. Darunter sind unter anderem der bereits in Deutschland ausgestorbene Europäische Stör sowie die in Mitteleuropa stark bedrohte Meerforelle. Auch in den Außengehegen sind einige seltene alte Nutztierrassen zu finden, Skudden, Vorwerkhühner und Schleswiger Kaltblutpferde sind auf dem Parkgelände vertreten. Neben diesen sind Kaninchen, Frettchen, Ziegen, Zwergotter und Weißwangengänse zu sehen. Letztere sind die für Nordkehdingen typischen Zugvögel. Zusätzlich gibt es in den Sommermonaten im Bienenpavillon die Möglichkeit, Bienen in einem Bienenstock zu begutachten.

## Lehrangebote und Führungen
Das Natureum Niederelbe ist ein anerkannter außerschulischer Lernort im Bereich Bildung für nachhaltige Entwicklung (BNE). Es bietet spezielle Führungen für Schulklassen und Jugendgruppen in den Ausstellungsgebäuden sowie im eigenen Parkgelände an. Zudem steht ein Schülerlabor zur Verfügung.
Das Museum bietet verschiedene öffentliche Führungen durch die Ausstellungen und kommentierte Fütterungen der Tiere an. Außerdem werden Mitmachaktionen, wie beispielsweise das Schleifen eines Bernsteins, an verschiedenen Tagen im Monat für Besucher angeboten.

## Birdmove – Empfangsstation

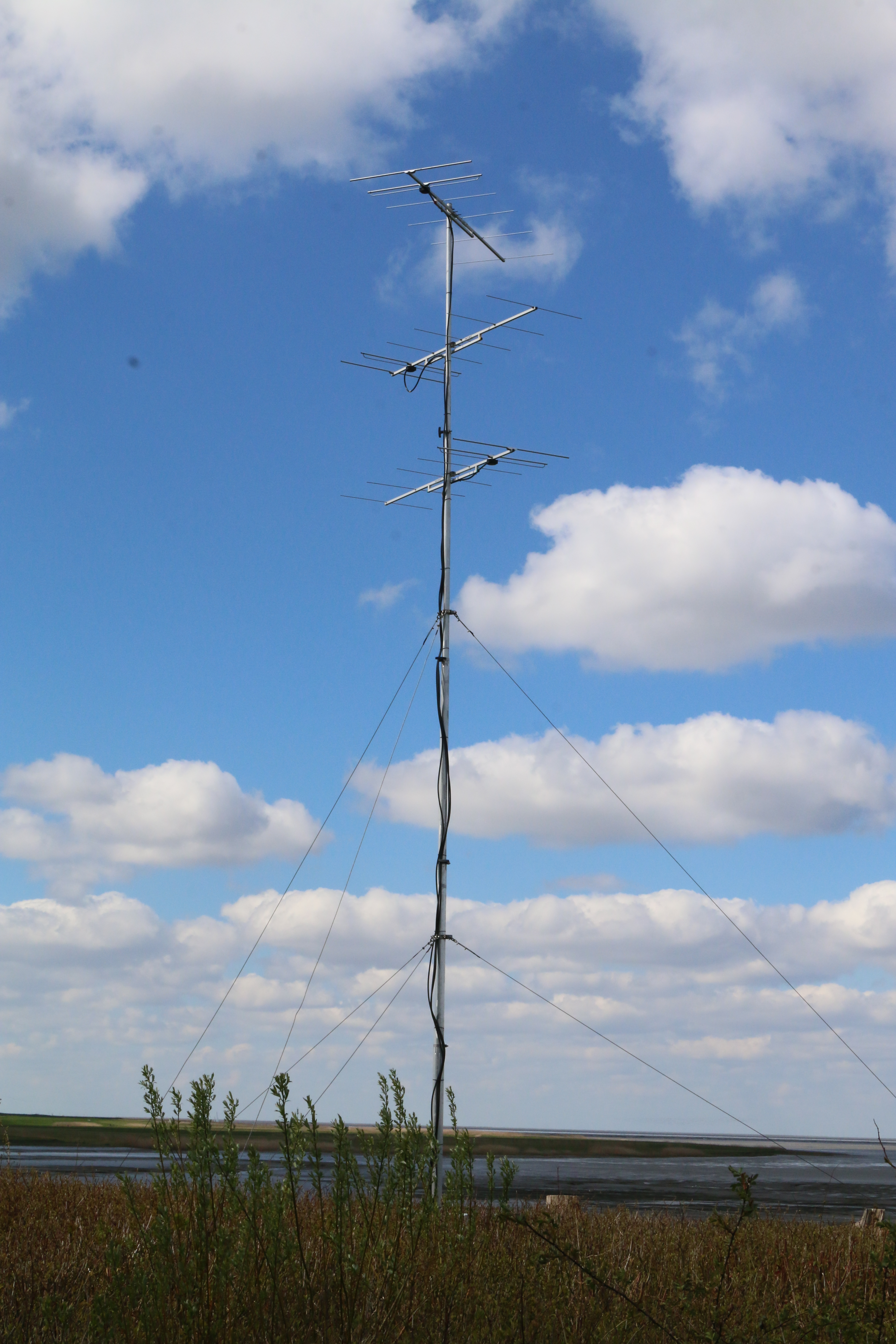
Empfangsstation des Projekts „Birdmove“

Im Rahmen des Projekts „Birdmove“ des Instituts für Vogelforschung „Vogelwarte Helgoland“ wurde im Januar 2017 eine Telemetrie-Empfangsstation errichtet, um die Zugwege von Singvögeln während der Zugzeit zu erforschen.

## Auszeichnung
- Auszeichnung der UNESCO-Kommission als Projekt der UN-Dekade „Bildung für nachhaltige Entwicklung“ (Dauerausstellung „Lebensader Elbstrom – Brücke zwischen den Welten“)[1]